# ماتزون
ماتسون (به ارمنی: ماتسون) یا ماتسونی (گرجی: მაწონი, ماستسونی) یک محصول شیر تخمیری از ارمنستان منشاء دارد که در ارمنستان و گرجستان یافت می‌شود. ماست دریای کاسپین که در ژاپن تجاری‌سازی شده است به عنوان نوعی از ماتسون شناخته می‌شود، اما مقایسه‌ای بین میکروبیوتا و ویسکوزیته نشان داد که این دو کاملاً متفاوت هستند. ماتسونی گرجی از ۲۴ ژانویه ۲۰۱۲ به عنوان نشانه جغرافیایی محافظت‌شده در گرجستان ثبت شده‌است.

## ریشه‌شناسی
نام این محصول از کلمه "ماتز" (ترش، چسب) ارمنی گرفته شده‌است. ریشه‌شناسی آن توسط گریگور ماگیستروس در تعریف دستور زبان (قرن ۱۱) ارائه شده است.

## تاریخچه
اولین اسناد مکتوب در مورد ماتزون در نسخه‌های دست‌نویس قرون وسطی ارمنی توسط گریگور ماگیستروس (قرن ۱۱)، هوهانس یرزنکاتسی (قرن ۱۳)، گریگور تاتواتسی (قرن ۱۴) و دیگران آمده است. ماتسونی در کتاب پزشکی گرجی قرن ۱۵ام کارابادینی توسط زازا پاناسکرتلی-تسیتسیشویلی ذکر شده است.
مهاجران ارمنی، سارکیس و روز کلمبوسیان، که در سال ۱۹۲۹ "کرمیری کولومبو و پسران" را در انداور، ماساچوست، راه‌اندازی کردند، ماتزون را در سراسر نیوانگلند در یک واگن اسب‌کشی با نام ارمنی "مدزون" معرفی کردند، که بعدها به "ماست"، نام ترکی این محصول، تغییر یافت، زیرا ترکی زبان فرانکا بین مهاجران از اقوام مختلف خاور نزدیک بود که عمده مصرف‌کنندگان در آن زمان بودند.
در ۲۴ ژانویه ۲۰۱۲، گرجستان یک نشانه جغرافیایی برای "ماتسونی" ثبت کرد. در سال ۲۰۲۲، گرجستان صادرات ماست "ماتسون" ارمنی به روسیه از طریق قلمرو خود را ممنوع کرد. شرکت مستقر در ارمنستان بعداً محصول خود را به عنوان "ماست کوهستانی ارمنی" نام‌گذاری کرد.
ماتزون نه تنها در آشپزی ارمنی بلکه در فرهنگ غذایی سایر کشورهای قفقازی و آسیای مرکزی نیز جایگاه ویژه‌ای دارد. در ارمنستان، گرجستان، و سایر کشورهای همسایه، ماتزون به‌عنوان یکی از عناصر اصلی در سفره‌های روزانه استفاده می‌شود و نقش مهمی در تغذیه سالم دارد. از آنجا که این محصول به‌طور سنتی در دمای طبیعی و با استفاده از باکتری‌های طبیعی تهیه می‌شود، به‌عنوان یک غذای پروبیوتیک شناخته شده و برای سلامت گوارش مفید است.

## روش تهیه
ماتسون از شیر گاو (بیشتر)، شیر بز، شیر گوسفند، شیر بوفالو یا ترکیبی از آن‌ها و کشت از تولیدات قبلی ساخته می‌شود. مشابه ماست، معمولاً با استفاده از باکتری اسید لاکتیک زیر تهیه می‌شود؛ لاکتوباسیلوس اسیدوفیلوس (فقط نسخه اصلی)، لاکتوباسیلوس دلبروکی زیر گونه بولگاریکوس و استرپتوکوک ترموفیلوس. لاکتوکوکوس لاکتیس  به عنوان یک گونه باکتری غالب شناخته شد که تولید پلی‌ساکارید می‌کند که ویژگی بالای ویسکوزیته ماتسون را به آن می‌دهد.

## نگهداری
در آشپزی ارمنی، می‌توان ماتزون را چکیده کرد تا کاماس ماتزون به دست آید. به‌طور سنتی، برای نگهداری بلندمدت با تخلیه ماتزون در کیسه‌های پارچه‌ای تولید می‌شود. سپس در کیسه‌های چرمی یا کوزه‌های سفالی برای یک ماه یا بیشتر بسته به میزان نمک‌زدایی نگهداری می‌شد.
ماتزون برای تولید کره استفاده می‌شود. زمانی که چرخانده می‌شود از دوغ (به ارمنی: թան، تان) جدا می‌شود. تان می‌تواند بیشتر خشک شود و محصول به دست آمده به عنوان چورتان شناخته می‌شود.
می‌توان ماتزون را با تخم‌مرغ و مقادیر مساوی آرد گندم و نشاسته ترکیب کرد تا ترخینه تولید شود. قطعات کوچک خمیر خشک شده و سپس در ظروف شیشه‌ای نگهداری می‌شوند. عمدتاً در سوپ‌ها استفاده می‌شوند و در مایعات داغ حل می‌شوند.